# ロリス・ベニート
ロリス・ベニート・ソウト（Loris Benito Souto、1992年1月7日 - ）は、スイス・アールガウ州アーラウ出身のサッカー選手。BSCヤングボーイズ所属。スイス代表。ポジションはDF。

## クラブ歴

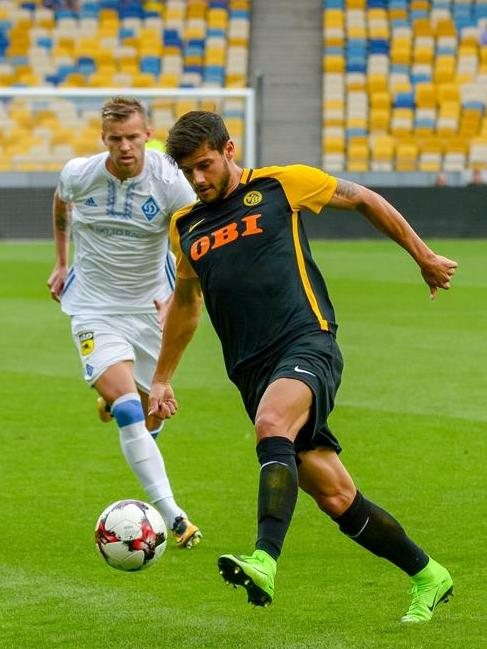
2017年、BSCヤングボーイズ時代

アーラウに生まれ、地元のFCアーラウの下部組織に在籍、2009年11月1日にトップチームデビュー。
2012年にFCチューリッヒに移籍。2013年3月10日、FCトゥーンとのアウェー戦ではピッチに入り込んだムナジロテンを捕まえた際に指を齧られた。このクラブでも良いパフォーマンスを見せた彼に対して、メディアは海外移籍の噂があるとのニュースを流した。2014年6月22日、SLベンフィカに5年契約で移籍、移籍金は250万ユーロ程度と見積もられた。
10月18日のタッサ・デ・ポルトガルで移籍後初出場。12月6日にプリメイラ・リーガで初出場。しかし2月22日にはリーガプロ所属のBチームでの初出場となった。
2015年6月23日に4年契約でBSCヤングボーイズに移籍。しかし加入後2シーズンを中足骨骨折と膝靭帯断裂で棒に振った。
2019年7月2日、FCジロンダン・ボルドーに移籍。

## 代表歴
一貫してスイス代表として出場している。
2018年11月24日に行われたカタール代表との親善試合で代表初出場。UEFA EURO 2020予選・グループDのジブラルタル代表戦で代表初得点。

## 家族
叔父のイバン・ベニートも元サッカー選手。バレンシア系の出自である他、スイスで生まれ育ったため、ドイツ語、イタリア語、スペイン語、英語、ポルトガル語、フランス語を流暢に使う事が出来る。